# هلمریک اند پین
هلمریک اند پین (انگلیسی: Helmerich & Payne) شرکت خدمات نفتی آمریکایی است، که در سال ۱۹۲۰ تأسیس شد.